# Janovice (Pelhřimov)
Janovice (německy Janowitz) je malá vesnice, část okresního města Pelhřimov. Nachází se 11 km na jih od Pelhřimova. V roce 2009 zde bylo evidováno 40 adres. V roce 2001 zde trvale žilo 87 obyvatel.
Janovice leží v katastrálním území Janovice u Houserovky o rozloze 3,46 km2.

## Pamětihodnosti
- Pamětní kámen na severním okraji vesnice

## Další fotografie

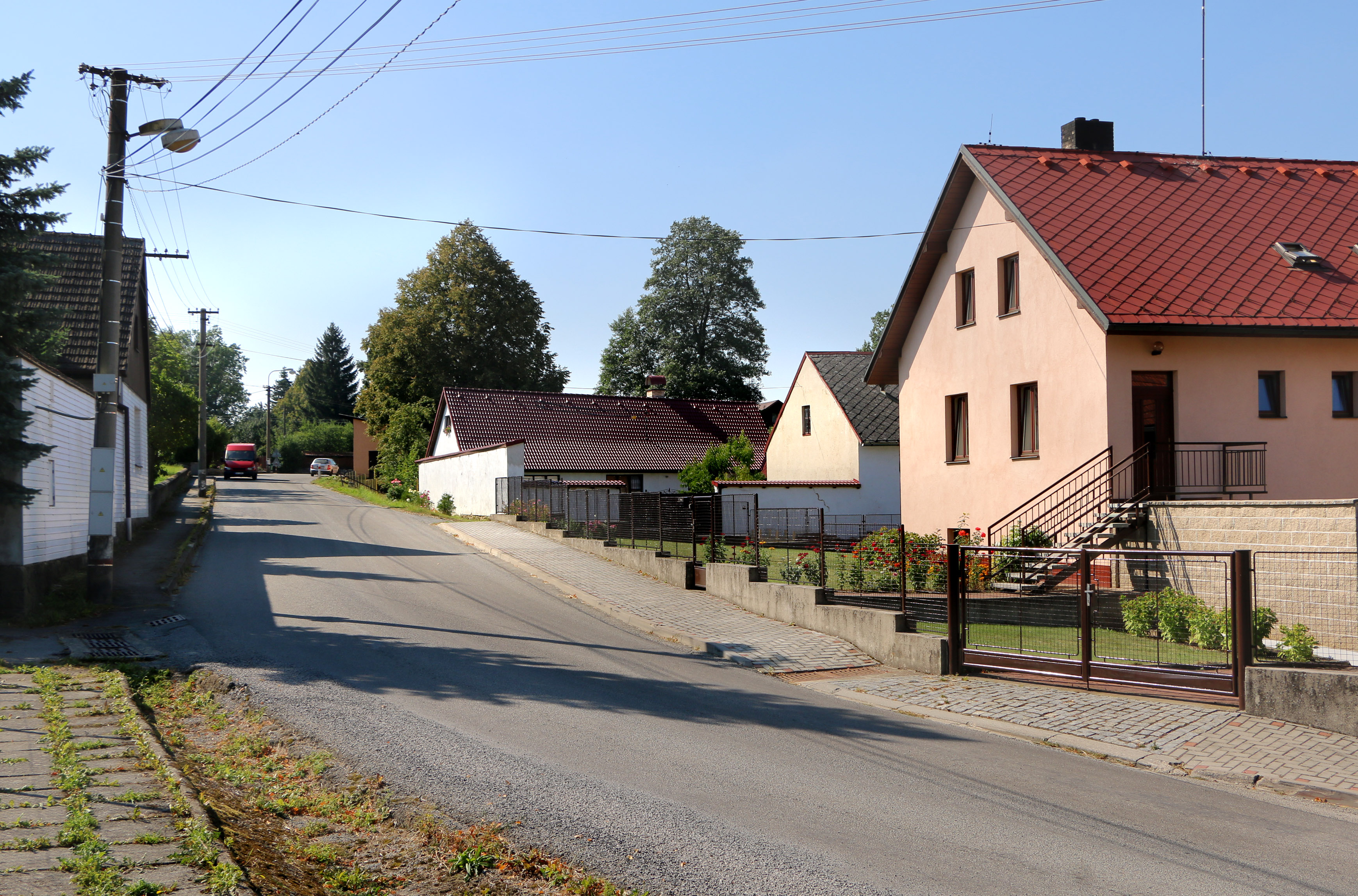
Hlavní silnice
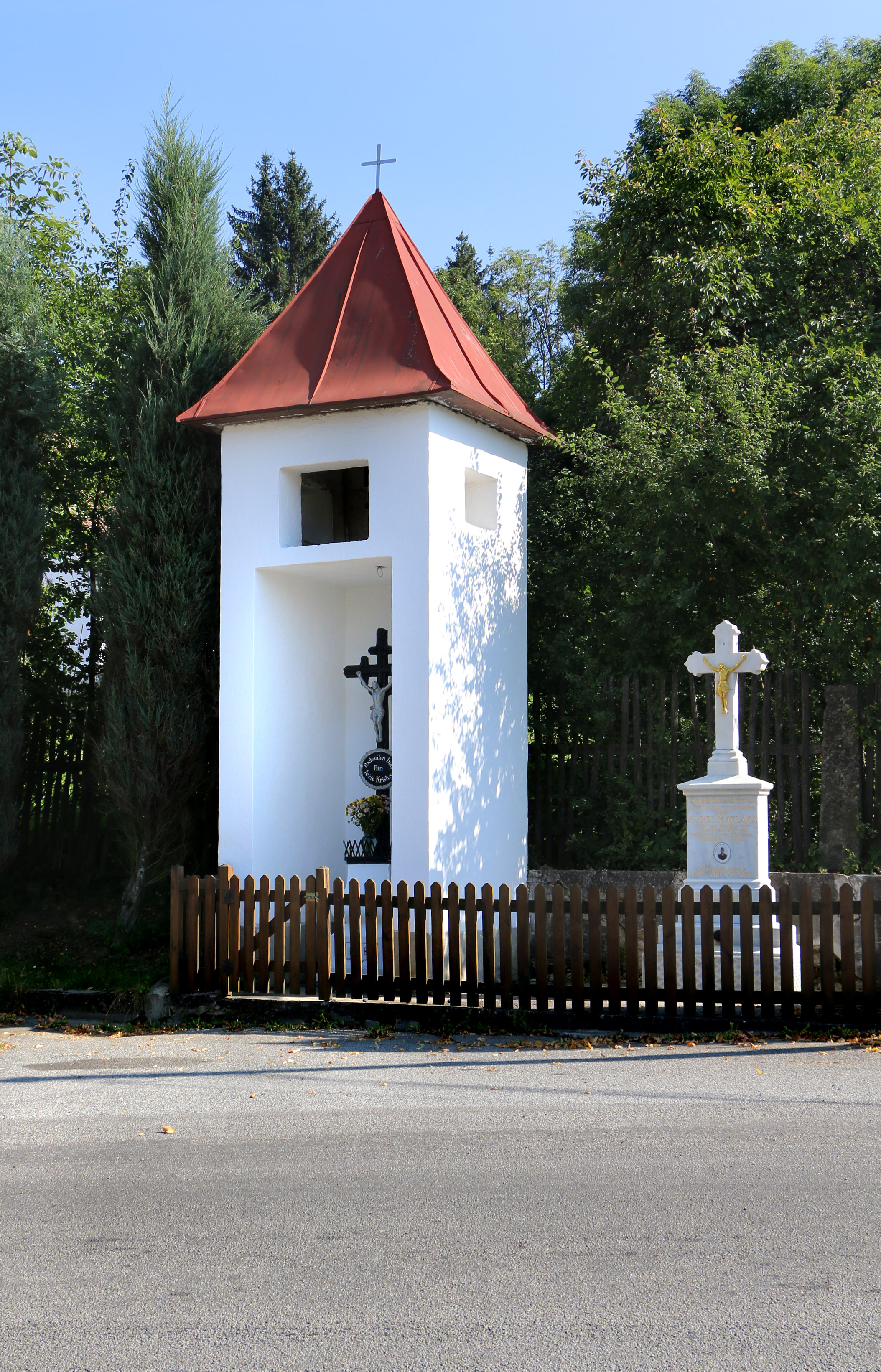
Kaplička a křížek
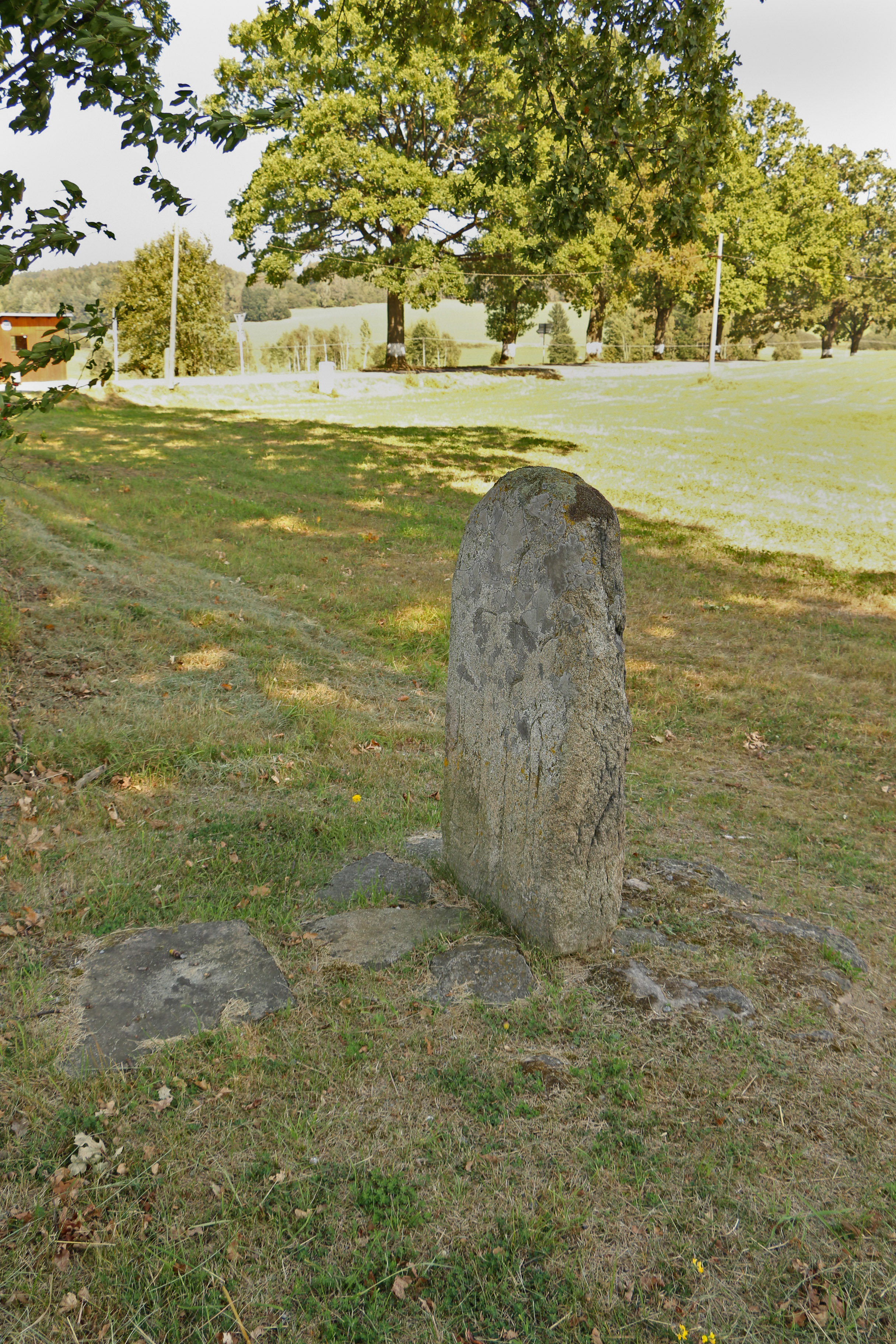
Pamětní kámen